# Thelma Rodríguez

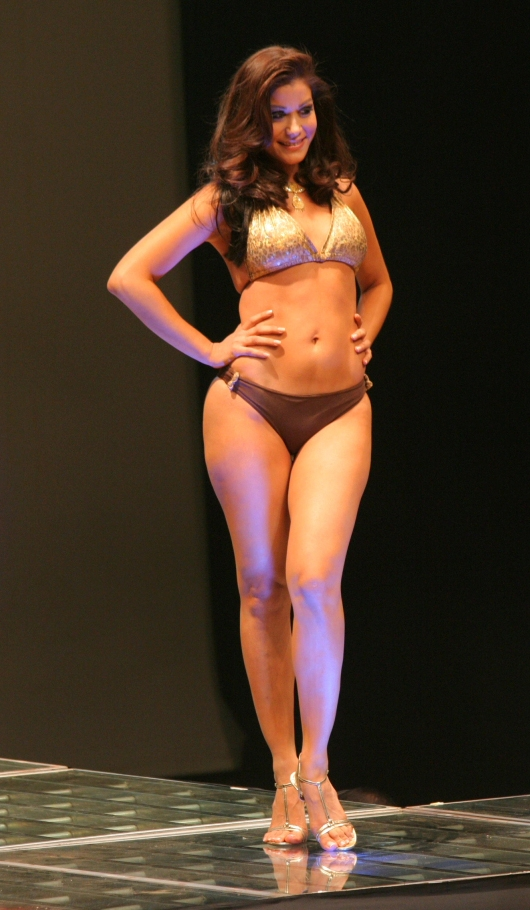

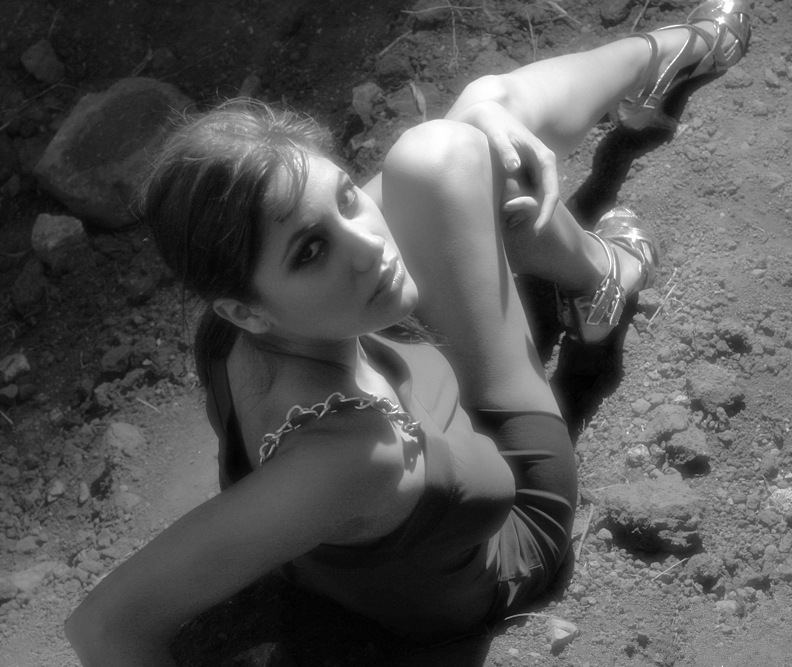

Thelma Rodríguez, de son nom complet, Thelma Guisselle Rodríguez Flores, née le 15 janvier 1989 à Chinandega, a été élue Miss Nicaragua 2008. Elle est la 28e Miss Nicaragua.

## Biographie

### Jeunesse et études
Thelma Rodríguez est née le 15 janvier 1989 à Chinandega, au Nicaragua. Elle a étudié sur l'administration touristique et hotelière à l'université nationale du Nicaragua à León. 

### Élection Miss Nicaragua 2008
Élue successivement Miss Chinandega 2008, Thelma Rodríguez a été élue Miss Nicaragua 2008 le 23 février 2008 au Théâtre national Rubén Darío à Managua et succède à Xiomara Blandino, Miss Nicaragua 2007,. 
Ses dauphines :
- 1re dauphine : Karina Gordon, Miss Bluefields 2008.
- 2e dauphine : Gwendolyne García Leets, Miss Managua 2008.

#### Parcours
- Miss Nicaragua 2008.
- Candidate au concours Miss Univers 2008 à Nha Trang, au Vietnam.
- Candidate au concours Miss Continent américain 2008 à Guayaquil, en Équateur.
- Candidate au concours Miss Terre 2008 à Ángeles, aux Philippines.

### Vie privée
Thelma Rodríguez rencontre un Australien, Mark Williams lorsque ce dernier l'a aperçue lors du concours Miss Univers 2008. Ils officialisent seulement leur relation en décembre 2008.